# Abbaye de Newark
L'abbaye de Newark, vouée à l'Immaculée Conception, est une abbaye bénédictine appartenant à la congrégation américano-cassinaise au sein de la confédération bénédictine. Elle se trouve aux États-Unis, à Newark dans le New Jersey. La communauté regroupe dix-sept moines.

## Histoire
Des moines de l'archi-abbaye Saint-Vincent de Latrobe viennent fonder un prieuré en 1857 pour subvenir aux besoins spirituels de la communauté catholique des migrants germanophones. Ils fondent des paroisses et assistent les prêtres dans celles déjà existantes. En 1868, ils ouvrent une école de garçons, St. Benedict College (plus tard St. Benedict Prep School). Le prieuré devient une abbaye autonome en 1884.
L'abbaye fonde l'abbaye Saint-Anselme à Manchester (New Hampshire) en 1889 et l'abbaye de Morristown qui se trouvait d'abord à Newark. l'église abbatiale est aussi église paroissiale et les moines sont chapelains de trois couvents féminins. Son père-abbé est le P. Melvin Valvano, osb, élu en 2003.

## Enseignement
L'abbaye dirige la St. Benedict Prep School qui scolarise 559 garçons, dont 10 % de Blancs, 25 % d'Hispaniques et près de 60 % de Noirs, de tous milieux. 40 % sont catholiques.